# Mogens Boldt
Mogens Boldt (* 1952) ist ein ehemaliger dänischer Radrennfahrer und nationaler Meister im Radsport.

## Sportliche Laufbahn
1970 siegte er in der nationalen Meisterschaft im Mannschaftszeitfahren gemeinsam mit Jørgen Marcussen, Flemming Wewer und Jan Høegh.
1970 war er am Start der Internationalen Friedensfahrt, die er als 68. des Gesamtklassements beendete.